# 5ive (album)
5ive è il primo album in studio della boy band britannica 5ive, pubblicato nel 1998.

## Tracce

### Versione internazionale
1. Slam Dunk (Da Funk) – 3:38 (Denniz Pop, Max Martin, Jake, Herbie Crichlow)
2. When the Lights Go Out – 4:11 (Eliot Kennedy, Tim Lever, Mike Percy, J. McClaughlin, Five)
3. Everybody Get Up – 3:26 (Alan Merrill, Jake Hooker, Five, Herbie Crichlow)
4. Got The Feelin' – 3:28 (Richard Stannard, Julian Gallagher, J. Brown, S. Conlon, R. Breen)
5. It's The Things You Do – 3:36 (Max Martin, G. Shahin, Herbie Crichlow, Five)
6. Human (The Five Remix) – 3:48 (Jimmy Jam & Terry Lewis)
7. Until The Time Is Through – 4:15 (Max Martin, A. Carlsson)
8. Satisfied – 4:13 (Hawes, Beauvais, Five)
9. Partyline 5-5-5 Online – 4:22 (Denniz Pop, Jake, Herbie Crichlow, Five)
10. That's What You Told Me – 3:40 (W. Hector, L. Tennant, M. H. Hansen, J. Belmaati, Five)
11. It's All Over – 4:12 (Eliot Kennedy, Mike Percy, Tim Lever, Five)
12. Don't You Want It – 3:43 (Denniz Pop, Max Martin, Five)
13. Shake – 3:26 (Jake, Herbie Crichlow, Five)
14. Cold Sweat – 4:06 (Topham & Twigg, Five)
15. Straight Up Funk – 3:58 (Denniz Pop, Max Martin, Jake, Herbie Crichlow)
16. My Song – 3:53 (Denniz Pop, Jake, Herbie Crichlow, Five)

Traccia fantasma
1. Switch – 4:01 (Denniz Pop, Jake, Five)

Bonus cd
1. You And I – 3:33
2. When The Lights Go Out (Blacksmith Hip Hip Mix) – 6:20
3. Slam Dunk Da Funk (Extended Mix) – 7:29
4. Can You Jam – 4:01

### Versione USA
1. When the Lights Go Out – 4:06 (Eliot Kennedy, Tim Lever, Mike Percy, J. McClaughlin, Five)
2. That's What You Told Me – 3:40 (W. Hector, L. Tennant, M. H. Hansen, J. Belmaati, Five)
3. It's The Things You Do – 3:34 (Max Martin, G. Shahin, Herbie Crichlow, Five)
4. When I Remember When – 4:02 (S. Peiken, J. Friedman)
5. Slam Dunk (Da Funk) – 3:38 (Denniz Pop, Max Martin, Jake, Herbie Crichlow)
6. Satisfied – 4:13 (Hawes, Beauvais, Five)
7. It's All Over – 4:11 (Eliot Kennedy, Mike Percy, Tim Lever, Five)
8. Partyline 5-5-5 Online – 4:19 (Denniz Pop, Jake, Herbie Crichlow, Five)
9. Until The Time Is Through – 4:14 (Max Martin, A. Carlsson)
10. Everybody Get Up – 3:25 (Alan Merrill, Jake Hooker, Five, Herbie Crichlow)
11. My Song – 3:51 (Denniz Pop, Jake, Herbie Crichlow, Five)
12. Got The Feelin' – 3:27 (Richard Stannard, Julian Gallagher, J. Brown, S. Conlon, R. Breen)